# Sadove, Apostolove
Sadove (în ucraineană Садове) este un sat în comuna Nîva Trudova din raionul Apostolove, regiunea Dnipropetrovsk, Ucraina.

## Demografie
Componența lingvistică a localității Sadove
     Ucraineană (81,82%)
     Rusă (18,18%)
Conform recensământului din 2001, majoritatea populației localității Sadove era vorbitoare de ucraineană (81,82%), existând în minoritate și vorbitori de rusă (18,18%).